# La Chaussaire
La Chaussaire és un municipi francès situat al departament de Maine i Loira i a la regió de País del Loira. L'any 2007 tenia 721 habitants.

## Demografia

### Població
El 2007 la població de fet de La Chaussaire era de 721 persones. Hi havia 282 famílies de les quals 59 eren unipersonals (37 homes vivint sols i 22 dones vivint soles), 93 parelles sense fills, 119 parelles amb fills i 11 famílies monoparentals amb fills.
La població ha evolucionat segons el següent gràfic:
Habitants censats

### Habitatges
El 2007 hi havia 302 habitatges, 282 eren l'habitatge principal de la família, 11 eren segones residències i 9 estaven desocupats. 299 eren cases i 2 eren apartaments. Dels 282 habitatges principals, 244 estaven ocupats pels seus propietaris, 32 estaven llogats i ocupats pels llogaters i 6 estaven cedits a títol gratuït; 7 tenien dues cambres, 34 en tenien tres, 71 en tenien quatre i 170 en tenien cinc o més. 255 habitatges disposaven pel capbaix d'una plaça de pàrquing. A 110 habitatges hi havia un automòbil i a 160 n'hi havia dos o més.

### Piràmide de població
La piràmide de població per edats i sexe el 2009 era:
| Homes | Edats   | Dones |
| ----- | ------- | ----- |
| 0     | 95 o +  | 0     |
| 0     | 90 a 94 | 0     |
| 4     | 85 a 89 | 4     |
| 0     | 80 a 84 | 12    |
| 4     | 75 a 79 | 8     |
| 12    | 70 a 74 | 12    |
| 20    | 65 a 69 | 12    |
| 16    | 60 a 64 | 20    |
| 16    | 55 a 59 | 16    |
| 16    | 50 a 54 | 20    |
| 24    | 45 a 49 | 8     |
| 32    | 40 a 44 | 36    |
| 24    | 35 a 39 | 12    |
| 28    | 30 a 34 | 16    |
| 20    | 25 a 29 | 24    |
| 8     | 20 a 24 | 0     |
| 16    | 15 a 19 | 44    |
| 32    | 10 a 14 | 16    |
| 8     | 5 a 9   | 12    |
| 20    | 0 a 4   | 8     |

## Economia
El 2007 la població en edat de treballar era de 448 persones, 377 eren actives i 71 eren inactives. De les 377 persones actives 360 estaven ocupades (193 homes i 167 dones) i 17 estaven aturades (8 homes i 9 dones). De les 71 persones inactives 44 estaven jubilades, 13 estaven estudiant i 14 estaven classificades com a «altres inactius».

### Ingressos
El 2009 a La Chaussaire hi havia 302 unitats fiscals que integraven 798 persones, la mediana anual d'ingressos fiscals per persona era de 17.207 €.

### Activitats econòmiques
Dels 29 establiments que hi havia el 2007, 1 era d'una empresa extractiva, 1 d'una empresa alimentària, 2 d'empreses de fabricació d'altres productes industrials, 10 d'empreses de construcció, 6 d'empreses de comerç i reparació d'automòbils, 2 d'empreses d'hostatgeria i restauració, 1 d'una empresa d'informació i comunicació, 1 d'una empresa financera, 3 d'empreses de serveis i 2 d'empreses classificades com a «altres activitats de serveis».
Dels 13 establiments de servei als particulars que hi havia el 2009, 2 eren tallers de reparació d'automòbils i de material agrícola, 3 paletes, 3 guixaires pintors, 1 fusteria, 1 electricista, 1 perruqueria i 2 restaurants.
L'únic establiment comercial que hi havia el 2009 era una fleca.
L'any 2000 a La Chaussaire hi havia 25 explotacions agrícoles que ocupaven un total de 756 hectàrees.

## Equipaments sanitaris i escolars
El 2009 hi havia una escola elemental.

## Poblacions més properes
El següent diagrama mostra les poblacions més properes.